# Ōmura Sumitada
Ōmura Sumitada (大村 純忠?; 1533 – 23 giugno 1587) è stato un daimyō giapponese del periodo Sengoku. Ottenne fama in tutto il paese per essere il primo del daimyō a convertirsi al cristianesimo in seguito all'arrivo dei missionari gesuiti nella metà del XVI° secolo. Dopo il suo battesimo, divenne noto come "Bartolomeo". Sumitada è anche conosciuto come il signore che aprì il porto di Nagasaki al commercio estero.

## Biografia

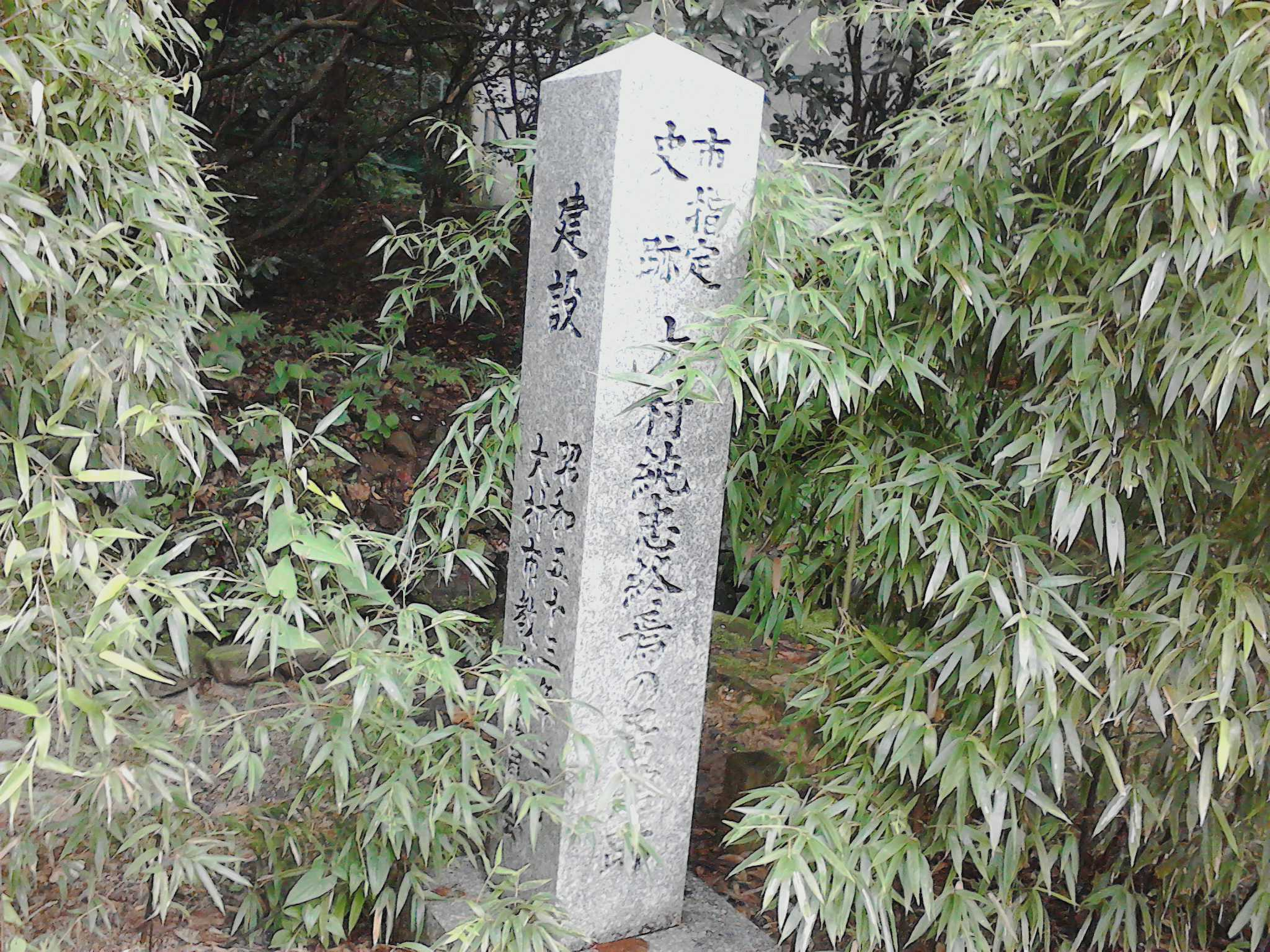
Rovine della residenza di Sumitada

Ōmura Sumitada nacque nel 1533, figlio di Arima Haruzumi, signore di Shimabara, e sua moglie, figlia di Ōmura Sumiyoshi. Il suo nome d'infanzia fu Shōdōmaru (勝童丸). All'età di 5 anni, fu adottato da suo zio Ōmura Sumisaki e succedette al comando della famiglia Ōmura nel 1550. Poiché Sumisaki non aveva eredi legittimi, e il clan Ōmura aveva le sue origini nella famiglia di Arima, Sumisaki prontamente adottò il giovane Shōdōmaru, che in seguito prese il nome di Sumitada.
Il figlio naturale di Haruzumi, Arima Takaaki, fu diseredato dalla mossa di successione, e dopo essere finito nel clan Gotō fu estremamente ostile nei confronti della sua ex famiglia. In effetti Sumitada dovette fare i conti con i risentimenti di alcuni signori locali, tutti in qualche modo parenti, tra cui Saigō Sumitaka (un cognato) e Fukahori Sumikata. Inoltre, i clan Matsuura e Arima premevano i confini degli Ōmura anche se la più grande minaccia per Sumitada era rappresentata da Ryūzōji Takanobu, il più potente daimyō di Hizen.
Di fronte alla caduta apparentemente inevitabile degli Ōmura, Sumitada si rivolse all'unica fazione che sembrava in grado di fornirgli assistenza significativa: i gesuiti. Nel 1562 permise ai preti cristiani di predicare nel suo dominio e diede ai commercianti portoghesi speciali privilegi nel porto di Yokoseura (noto anche come Fukae); l'anno seguente Sumitada divenne il primo daimyō cristiano, battezzato con il nome di Bartolomeo a giugno. Sfortunatamente la mossa religiosa e politica di Sumitada inizialmente non portò a sostanziali vantaggi; lo stesso anno in cui Sumitada fu battezzato, Gotō Takaaki si ribellò contro di lui e nel corso della lotta Yokoseura fu distrutta. L'evento sembrò presagire la caduta del Ōmura e nel 1566 Sumitada fu costretto a fuggire dal suo quartier generale nel castello di Sonogi. Ma i portoghesi tornarono e gli fornirono delle armi, così Sumitada fu in grado di riconquistare Sonogi e stabilizzare la sua posizione. Riuscì a respingere i suoi molti rivali nei due decenni successivi e le navi portoghesi continuarono ad attraccare nei porti Ōmura. In misura maggiore o minore il patto Ōmura-gesuiti era benefico per Sumitada, anche se provocava l'ostilità di molte famiglie. Nel 1572 Saigō Sumitaka guidò una coalizione di nemici degli Ōmura contro di lui, minaccia che Sumitada neutralizzò con l'aiuto di quattro navi da guerra portoghesi nel 1574. Nello stesso anno Sumitada si sottomise alla pressione portoghese di abolire ogni "idolatria" nelle sue terre; numerosi templi furono distrutti e tutti gli abitanti delle terre Ōmura furono obbligati a convertirsi al cristianesimo o essere uccisi. Circa sessantamila persone furono poi battezzate.
Nel 1580 Ryūzōji Takanobu era diventato il signore più dinamico del nord del Kyūshū, e le sue mire nella zona di Sonogi costrinsero Sumitada a fare una notevole donazione ai gesuiti. Il 9 giugno cedette i diritti al porto di Nagasaki, compreso il trasferimento di tutta l'autorità giudiziaria ai gesuiti.

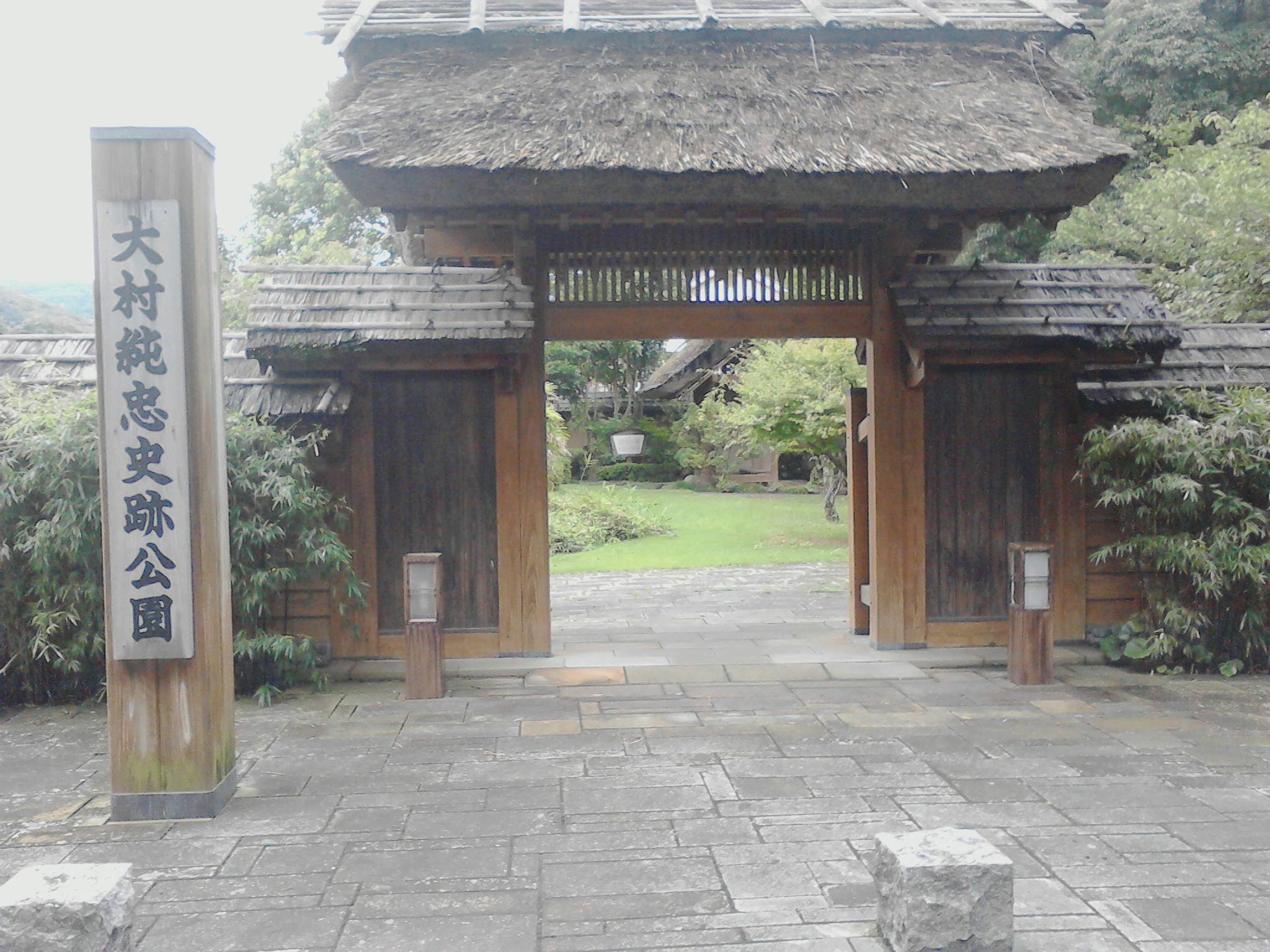
Entrata del parco storico dedicato a Sumitada

Questa mossa drammatica seguì sulla scia di due incursioni Ryūzōji (1577, 1578) e fu fatta tanto per la sopravvivenza della casa Ōmura quanto per preservare la presenza cristiana a Hizen. Al di là di ogni possibile motivo di pietà, Sumitada guadagnò molto grazie al continuo commercio con i portoghesi. Preoccupato del fatto che Takanobu avrebbe cacciato gli stranieri una volta che gli Ōmura fossero sconfitti, Sumitada ufficialmente "diede" Nagasaki ai gesuiti, nella persona del Visitatore plenipotenziario Alessandro Valignano, mantenendo i diritti di riscuotere le tariffe doganali sulle merci che passavano attraverso il porto. Più tardi quell'anno, Sumitada andò a Saga e si sottomise al clan Ryūzōji.
Takanobu esitò a confrontarsi direttamente con i portoghesi, poiché il potere di questi "barbari del sud" era ancora qualcosa di sconosciuto. Proprio come Sumitada aveva sperato, Takanobu non si intromise negli affari di Nagasaki, lasciando i gesuiti a riferire il loro inaspettato commercio a una Roma stupita.
Sumitada quindi divenne vassallo degli Ryūzōji e finalmente ebbe un periodo di pace. Takanobu puntò la propria sete di conquista sugli Arima della penisola di Shimabara, un clan che, come gli Ōmura, si era rivolto agli stranieri per ottenere assistenza. Nel 1584 Shimazu Yoshihisa condusse una spedizione a Shimabara per assistere gli Arima, spingendo Takanobu a condurre personalmente un esercito nella zona. Sumitada fu convocato per guidare i suoi uomini in supporto, ma fu ritardato nel prendere la strada e non partecipò alla decisiva battaglia di Okitanawate. Takanobu fu ucciso durante la battaglia e il quadro politico di Hizen cambiò drasticamente.
Nel 1587 Toyotomi Hideyoshi invase l'isola e gli Ōmura si sottomisero, anche se subirono la perdita del commercio di Nagasaki. Sumitada morì di tubercolosi quello stesso anno e gli succedette suo figlio Yoshiaki. Come suo padre, Yoshiaki era un cristiano, e in quella veste era noto come Sancho. Yoshiaki prestò servizio nell'invasione coreana del 1592, guidando 1.000 uomini sotto Konishi Yukinaga. Nel 1600 scelse di rimanere neutrale durante la campagna di Sekigahara e, di conseguenza, gli fu ordinato di ritirarsi in favore di suo figlio Sumiyori. Benché battezzato in gioventù, Sumiyori perseguitò quei cristiani che risiedevano ancora nelle terre degli Ōmura e aiutò a sconfiggere la ribellione di Shimabara (1637-38).
Per illustrare la devozione di Sumitada al cristianesimo, il padre gesuita portoghese Luís Fróis scrisse:
Mentre Ōmura Sumitada era in marcia per la guerra, accadde che passò per la strada come un idolo, Marishiten di nome, che è il loro dio delle battaglie. Quando lo superano, si inchinano e gli pagano la riverenza, e i pagani che sono a cavallo scendono da cavallo come segno del loro rispetto. Ora l'idolo aveva sopra un galletto. Quando il daimyō arrivò con il suo squadrone fece fermare i suoi uomini e ordinò loro di prendere l'idolo e bruciarlo insieme a tutto il tempio; e prese il galletto e gli diede un colpo con la spada, dicendo: "Oh quante volte mi hai tradito!" E dopo che tutto fu bruciato, fece erigere una croce molto bella nello stesso punto, e dopo che lui e i suoi uomini gli avevano prestato una profonda riverenza, continuarono la loro strada verso le guerre.